# Saint-Saturnin (Charente)
Saint-Saturnin – miejscowość i gmina we Francji, w regionie Nowa Akwitania, w departamencie Charente.
Według danych na rok 1990 gminę zamieszkiwały 1 083 osoby, a gęstość zaludnienia wynosiła 81 osób/km² (wśród 1467 gmin regionu Poitou-Charentes, Saint-Saturnin plasuje się na 278. miejscu pod względem liczby ludności, natomiast pod względem powierzchni na miejscu 660.).